# Jean Pompei
Pour les articles homonymes, voir Pompéi (homonymie).
Jean Pompei (11 février 1909 à Hué, Annam - 28 juin 1972 dans le 10e arrondissement de Paris) fut un haut fonctionnaire qui combattit au sein des forces du général De Gaulle pour la Libération de la France.

## Biographie
Avant la guerre, il fut chef de cabinet du préfet de l'Aube en 1934, chef de cabinet du préfet d'Oran en 1935, chef de cabinet du préfet de Dordogne en 1937 et enfin sous-préfet de Bellac en 1938.
Il est appelé sous les drapeaux en août 1939 et affecté au groupe aérien d'observation 512. En mars 1940, il est muté au groupe aérien d'observation 582, du groupe expéditionnaire du Levant.
En septembre 1940, il se rallie aux Forces aériennes françaises libres et effectue les campagnes de Palestine, Transjordanie, Chypre, Égypte, Crète, Grèce, Libye. Il est porté disparu le 21 mai 1941 aux environs de Tobrouk. Blessé, il rejoint les positions alliées le 21 juin 1941 après avoir parcouru près de 300 kilomètres à pied à l’intérieur du territoire occupé par l’ennemi.
En août 1941, il est affecté aux Forces aériennes françaises libres en Grande-Bretagne, où il est chef de cabinet du général commissaire de l’Air.
Il est fait Compagnon de la Libération le 14 novembre 1941
En novembre 1942, Jean Pompei devient chef de cabinet du général du corps aérien et commandant adjoint des Forces aériennes françaises libres. En décembre, il est envoyé en mission de liaison et d’information en Afrique du Nord.
En janvier 1943, il devient secrétaire à la Commission de débarquement à Londres, puis en septembre 1943, chargé de mission au commissariat de l’intérieur à Alger.
En janvier 1944, il est nommé préfet d’Oran, puis en juillet 1947, chargé de mission à l’inspection générale des services administratifs.
Mis en disponibilité sur sa demande en août 1947, il est nommé par le Général de Gaulle membre du comité exécutif du Rassemblement du peuple français où il est chargé de la direction politique du RPF.

## Décorations
- Officier de la Légion d'honneur par décret du 27 septembre 1957[3];
- Compagnon de la Libération par décret du 23 juin 1941[4];
- Croix de guerre 1939–1945 (4 citations)[4];
- Médaille des évadés[4];
- Médaille coloniale (agrafe Libye)[4].